# Col·legiata
Una col·legiata és una església no episcopal que té capítol de canonges i en què se celebren els oficis com a les catedrals. La dignitat rectora rep el nom de prior, degà o abat.
Des del segle XVII van en decadència, i només en resta la institució generalment en esglésies que havien estat catedrals (com Roda de Ribagorça i Eivissa). Als Països Catalans les col·legiates deriven de les antigues canòniques regulars (canònica), secularitzades pel papa Climent VIII l’any 1592. A causa de llur decadència el concordat del 1851 les abolí quasi totes. Al Principat, només les de Manresa i de Calaf foren objecte de la reestructura prevista per aquest, que en fixà el nombre dels comunitaris i establí que havien d’ésser esglésies parroquials i subjectes al bisbe diocesà. Unes altres foren posteriorment reinstaurades, com la de Gandia el 1907.

## Col·legiates dels Països Catalans
Històricament als Països Catalans hi destaquen les col·legiates següents:
- Col·legiata d'Àger
- Col·legiata Basílica de Santa Maria de Manresa, al bisbat de Vic
- Col·legiata de Calaf
- Col·legiata de Cardona
- Santa Maria de Castellbò
- Col·legiata d'Eivissa
- Col·legiata de Mur
- Col·legiata de l'Estany
- Col·legiata de Roda d'Isàvena, al bisbat de Lleida
- Col·legiata de Sant Bonaventura de Barcelona
- Col·legiata de Sant Feliu de Girona, al bisbat de Girona
- Col·legiata de Guissona
- Col·legiata de Sant Joan de les Abadesses
- Col·legiata de Sant Nicolau d'Alacant, al bisbat d'Oriola
- Col·legiata de Santa Anna de Barcelona
- Col·legiata de Santa Maria de Gandia, restaurada el 1907
- Col·legiata de Santa Maria de Xàtiva
- Col·legiata de Sanaüja
- Santa Maria de Valldeflors de Tremp
- Col·legiata de Vilabertran
- Monestir de Sant Pau de Fenollet
- Monestir d'Ullà[2]